# Gitarą i piórem – Karpacz 2011
Gitarą i piórem – Karpacz 2011 – czwarty z serii albumów muzycznych powiązanych z audycją radiową „Gitarą i piórem” Janusza Deblessema oraz z festiwalem o tej samej nazwie poświęconych poezji śpiewanej i piosence autorskiej. Płyta ukazała się 9 października 2012 nakładem wydawnictwa Dalmafon.
Na materiał złożyły się nagrania zarejestrowane podczas koncertów, które odbyły się w ramach 23 edycji festiwalu „Gitarą i piórem”. Impreza była jednym z głównych punktów obchodów 25-lecia audycji „Gitarą i piórem”. Na tę okazję Program 3 Polskiego Radia objął patronat nad wydarzeniem. Festiwal odbył się 19 i 20 sierpnia 2011 w Karpaczu na stoku „Lodowiec”. Drugiego dnia imprezy przedstawiciel wytwórni Dalmafon wręczył Januszowi Deblessemowi złotą płytę dla audycji „Gitarą i piórem” z okazji jej jubileuszu. Taką samą płytę otrzymała też Teresa Drozda – w uznaniu jej „wielkiego wkładu” w kształt i zawartość tejże audycji.
Program występów XXIII festiwalu „Gitarą i piórem”:
- 19 sierpnia 2011: Piotr Woźniak (gitara: Przemysław „Sledziuha” Śledź), Tomasz Olszewski, Tadeusz Woźniak z zespołem, Czerwony Tulipan[8];
- 20 sierpnia 2011: Grzegorz Tomczak, Leszek Wójtowicz, Mirosław Czyżykiewicz zespołem Kameleon[8] pod kierownictwem Pawła Lucewicza[9], Anna Treter z zespołem[8].

Za wybór materiału na płytę i opracowanie odpowiadał jak zwykle Janusz Deblessem.

## Lista utworów
| 01. | „Miłość to za mało” – Grzegorz Tomczak sł. i muz. Grzegorz Tomczak                                                  |  |
|     | |  |
| 02. | „To już tyle, tyle lat” – Anna Treter sł. Andrzej Poniedzielski, muz. Jan Hnatowicz                                 |  |
|     | |  |
| 03. | „Hej, Hanno!” – Tadeusz Woźniak sł. Agnieszka Osiecka, muz. Katarzyna Gärtner                                       |  |
|     | |  |
| 04. | „Odbijany” – Tomasz Olszewski sł. i muz. Tomasz Olszewski                                                           |  |
|     | |  |
| 05. | „Moja litania” – Leszek Wójtowicz sł. i muz. Leszek Wójtowicz                                                       |  |
|     | |  |
| 06. | „Pieśń na powitanie” – Mirosław Czyżykiewicz sł. Iosif Brodski, tł. Stanisław Barańczak, muz. Mirosław Czyżykiewicz |  |
|     | |  |
| 07. | „Powrót” – Krystyna Świątecka i Czerwony Tulipan sł. Jacek Kaczmarski, muz. Przemysław Gintrowski                   |  |
|     | |  |
| 08. | „Pewnie byłoby inaczej” – Anna Treter i Grzegorz Tomczak sł. i muz. Grzegorz Tomczak                                |  |
|     | |  |
| 09. | „Gdzie to siódme morze” – Piotr Woźniak sł. Jerzy Kleyny, muz. Katarzyna Gärtner                                    |  |
|     | |  |
| 10. | „Jedyne co mam” – Czerwony Tulipan sł. Mariola Platte, muz. Stefan Brzozowski                                       |  |
|     | |  |
| 11. | „Życie osła” – Czerwony Tulipan sł. Dagna Ślepowrońska, muz. Stefan Brzozowski                                      |  |
|     | |  |
| 12. | „Szukałem cię wśród jabłek” – Grzegorz Tomczak sł. i muz. Grzegorz Tomczak                                          |  |
|     | |  |
| 13. | „Erotyk partyzancki” – Tomasz Olszewski sł. i muz. Tomasz Olszewski                                                 |  |
|     | |  |
| 14. | „Ile zapragną” – Tadeusz Woźniak sł. Bogdan Loebl, muz. Tadeusz Woźniak                                             |  |
|     | |  |
| 15. | „Nasze podróże” – Anna Treter sł. Andrzej Sikorowski, muz. Jan Hnatowicz                                            |  |
|     | |  |
| 16. | „Dobranoc świecie” – Leszek Wójtowicz sł. i muz. Leszek Wójtowicz                                                   |  |
|     | |  |